# David Kennedy
David James Kennedy (ur. 8 lipca 1976) – amerykański gitarzysta i autor tekstów. Były członek zespołów Box Car Racer, Hazen Street i Angels & Airwaves.
W przeszłości był również członkiem Box Car Racer, muzycznego projektu zapoczątkowanego przez Toma DeLonge'a, wraz z innym członkiem blink-182, Travisem Barkerem. Kennedy grał również w grupie Over My Dead Body pochodzącej z San Diego i współpracował z rockowym zespołem Built to Last.
David i jego kolega z zespołu Tom DeLonge są bliskimi przyjaciółmi i dorastali wspólnie w Poway, stan Kalifornia. Jest zaręczony z Michele Bravo pochodzącą z północnej Dakoty, którą poznał w trakcie trasy koncertowej. Kennedy to również wielki entuzjasta motocykli, a zarazem członek klubu motocyklistów z Willow Springs.